# Hessa Perlompongan
Hessa Perlompongan is een bestuurslaag in het regentschap Asahan van de provincie Noord-Sumatra, Indonesië. Hessa Perlompongan telt 4784 inwoners (volkstelling 2010).